# Turbo Racing
Turbo Racing, connu sous le nom Al Unser Jr.'s Turbo Racing en Amérique du Nord, est un jeu vidéo de course automobile développé et édité par Data East en 1990 sur Nintendo Entertainment System. Il s'agit d'une adaptation du jeu de Formule 1 World Grand-Prix: Pole To Finish (ワールドグランプリ ポール トゥ フィニッシュ, Wārudoguranpuri pōru tou finisshu) sorti au Japon sur Famicom en 1989, avec plusieurs changements au niveau du design et du son. 
En Amérique du Nord, le jeu a l'approbation du champion de CART Al Unser Jr., qui donne son nom au jeu et sert de coach au joueur, bien que n'ayant jamais couru en F1. Le titre y connaît une suite, Al Unser Jr.'s Road to the Top sur Super Nintendo. Dans la version européenne, toute référence au coureur automobile a été ôtée, aussi bien dans le jeu que sur la jaquette.

## Système de jeu
Ce jeu de course automobile, propose un mode « saison » et deux modes « contre-la-montre ». Le mode « saison » propose d'incarner un pilote pendant toute une saison de course.

## Circuits
Le jeu propose 16 circuits, inspirés de ceux du championnat du monde de Formule 1 1988. Néanmoins, certains circuits ne sont pas fidèlement reproduits, d'autres ont été remplacés, et l'ordre des courses a été modifié.
| Ordre | Course                                   | Lieu                                         |
| ----- | ---------------------------------------- | -------------------------------------------- |
| 1     | Grand Prix automobile du Brésil          | Autódromo Internacional Nelson Piquet Brésil |
| 2     | Grand Prix automobile d'Espagne          | Circuit permanent de Jerez Espagne           |
| 3     | Grand Prix automobile de Hongrie         | Hungaroring Hongrie                          |
| 4     | Grand Prix automobile d'Autriche         | Circuit de Spielberg Autriche                |
| 5     | Grand Prix automobile d'Allemagne        | Hockenheimring Allemagne                     |
| 3     | Grand Prix automobile de Monaco          | Circuit de Monaco Monaco                     |
| 4     | Grand Prix automobile du Mexique         | Autódromo Hermanos Rodríguez Mexique         |
| 5     | Grand Prix automobile du Canada          | Circuit Gilles-Villeneuve Canada             |
| 7     | Grand Prix automobile de France          | Circuit Paul-Ricard France                   |
| 11    | Grand Prix automobile de Belgique        | Circuit de Spa-Francorchamps Belgique        |
| 12    | Grand Prix automobile d'Italie           | Autodromo Nazionale di Monza Italie          |
| 13    | Grand Prix automobile du Portugal*       | Circuit d'Estoril Portugal                   |
| 15    | Grand Prix automobile du Japon           | Circuit de Suzuka Japon                      |
| 14    | Grand Prix automobile d'Australie        | Circuit urbain d'Adélaïde Australie          |
| 15    | Grand Prix automobile de Grande-Bretagne | Circuit de Silverstone Royaume-Uni           |
| 16    | Grand Prix automobile de Long Beach      | Grand Prix de Long Beach États-Unis          |

*A noter que le Grand Prix du Portugal a été renommé Grand Prix de Grèce, un Grand Prix qui n'existe pas.

## Pilotes
| Ecurie                      | Pilote N°1                                           | Pilote N°2 | Pilote de réserve |
| --------------------------- | ---------------------------------------------------- | ---------- | ----------------- |
| N°1 (probablement Williams) | Driver (version européenne) Unser Jr. (version U.S.) | I. Ryun    |                   |
| N°2 (probablement Ferrari)  | F. Ken                                               | F. March   | M. Cohe           |
| N°3 (probablement McLaren)  | F. Dandy                                             | M. Giga    |                   |
| N°4 (probablement Zakspeed) | A. Smith                                             | L. Sines   |                   |
| N°5                         | W. Maia                                              | B. Lovers  |                   |
| N°6                         | T. Mark                                              | M. Mild    |                   |
| N°7                         | K. Evil                                              | A. Wights  |                   |
| N°8                         | A. Bomber                                            | L. Seuen   |                   |
| N°9                         | F. Geiger                                            | M. John    |                   |
| N°10                        | H. Angel                                             | N. Lamer   |                   |
| N°11                        | Z. Hames                                             | F. Lamer   | M. Power          |
| N°12                        | Joueur (version européenne) Player (version U.S.)    | L. Brown   |                   |